# أوليفيا بيي
أوليفيا بيي (بالإنجليزية: Olivia Bee)‏ هي مصورة أمريكية، ولدت في 5 أبريل 1994 في بورتلاند في الولايات المتحدة.